# Middletown (contea di Delaware, New York)
Middletown è un comune degli Stati Uniti d'America, situato nello Stato di New York, nella contea di Delaware.